# Gaspard de Prielé
Gaspard de Prielé (né à Tarbes vers 1623 et mort le 19 juin 1688 à Peyrehorade) est un ecclésiastique qui fut évêque de Bayonne de 1681 à 1688.

## Biographie
Gaspard de Prielé ou de la Roque-Prielé est issu d'une famille originaire de Tarbes. Il est abbé commendataire de La Réaule ou de la Réole dans le diocèse de Lescar lorsqu'il est nommé évêque de Bayonne en 1681. Confirmé le 22 septembre, il prend possession de son diocèse le 23 mai 1682. Il meurt à Peyrehorade et demande à être inhumé sous le bénitier de l'église.